# Maxïmo Park
Maxïmo Park es una banda británica de rock formada en el año 2000 en Newcastle, Inglaterra. Su estilo musical hace referencia a grupos británicos como los escoceses Franz Ferdinand. 
Maxïmo Park pertenece a la escena del post-punk revival, con grupos como The Futureheads, The Rakes o Bloc Party. 

## Historia
En 2005 lanzaron su primer disco, A Certain Trigger, el cual resultó un rotundo éxito con la venta de 300 000 copias, siendo además nominado para el Mercury Prize.
En 2006 editaron un álbum de rarezas, demos y caras B llamado Missing Songs. 
En abril de 2007 vio la luz su mayor éxito hasta la fecha, el álbum Our Earthly Pleasures. Producido por Gil Norton, alcanzó el número 2 en las listas. Las pistas Our Velocity, Books from Boxes, Girls Who Play Guitars y Karaoke Plays fueron lanzadas como sencillos. Las entradas para la gira de presentación del disco se agotaron en una hora aproximadamente en la mayoría de los locales donde actuaban.
En mayo de 2009 se editó Quicken The Heart, su último álbum. The Kids are Sick Again es su sencillo de presentación.
Sacaron su último disco en 2017, llamado Risk to Exist, con 11 canciones, entre las que se encuentran What Did We Do to You to Deserve This? y What Equals Love? (cuentan con más de 30 000 visualizaciones en YouTube), Get High (con 96 092 visualizaciones) y su mayor éxito, Risk to exit (con 123 629 visualizaciones). El resto de canciones tienen entre 1000 y 2000 visualizaciones, ya que no son tan conocidas y no tuvieron el adelanto y la publicidad de las anteriores. 

### Historia del nombre
Tras el nombre de este grupo existe una historia extraña. El cantante del grupo, Paul Smith, se disponía a firmar el contrato de su primer disco con la productora cuando una gota de tinta cayó al lado del nombre marcando «maxïmo park» en lugar de «maxïm park», como en un principio sería el nombre de la banda. El nombre hace referencia a la plaza ubicada en la Pequeña Habana (Miami), dedicada al líder independentista cubano de origen dominicano llamado Máximo Gómez.

## Integrantes

### Formación actual
Los integrantes actuales de Maxïmo Park son:
- Paul Smith - vocalista
- Duncan Lloyd - guitarra, vocal de apoyo
- Tom English - batería

### Exintegrantes
- Archis Tiku - bajo (2000 - 2014)
- Lukas Wooller - teclados, vocal de apoyo (2000 - 2019)

### Miembros de gira
- Paul Rafferty - bajo (2002 - 2014)

## Discografía

### Álbumes de estudio
- 2005: "A Certain Trigger" (Warp Records)
- 2007: "Our Earthly Pleasures" (Warp Records)
- 2009: "Quicken the Heart" (Warp Records)
- 2012: "The National Health" (V2 Records)
- 2014: "Too Much Information" (Daylighting, Vertigo Records, V2 Records)
- 2017: "Risk to Exist" (Daylighting, Cooking Vinyl)
- 2021: "Nature Always Wins" (Prolifica Inc.)
- 2024: "Stream of Life" (Lower Third)

### EPs
- 2009: "12"

### Compilaciones
- 2005: "Live in Tokyo"
- 2005: "Missing Songs"
- 2006: "Found on Film"

### Sencillos
A Certain Trigger
- The Coast is Always Changing / The night I lost My Head (2004)
- Apply Some Pressure (21/2/2005)
- Graffiti (2/5/2005)
- Going Missing (18/7/2005)
- Apply Some Pressure (reedición) (24/10/2005)
- I Want You to Stay (20/2/2006)

Our Earthly Pleasures
- Our Velocity (11/3/2007)
- Books from Boxes (3/6/2007)
- Girls Who Plays Guitars (18/6/2008)
- Karaoke Plays (3/12/2007)
- A Fortnight's Time (?)

Quicken the Heart
- Wraithlike" (descarga gratuita)
- The Kids Are Sick Again (4/5/2009)
- Questing, Not Coasting (13/7/2009)